# DbForge SQL Complete
dbForge SQL Complete — розширення для Microsoft SQL Server Management Studio та Microsoft Visual Studio, що призначене для покращення та прискорення написання SQL-коду користувачем. SQL Complete пропонує контекстно-залежне автодоповнення коду та ключових слів, форматування коду, функції рефакторингу та налагодження, а також різноманітні інструменти для підвищення продуктивності при щоденній роботі з базами даних.

## Можливості

### Автодоповнення SQL-коду
- Контекстно-залежне автодоповнення SQL-коду та об'єктів баз даних
- Сортування ключових слів за релевантністю
- Миттєва перевірка синтаксису
- Швидкий доступ до інформації про об'єкти баз даних
- Можливість використання шаблонів коду
- Автоматична генерація псевдонімів таблиць
- Спрощена навігація кодом

### Форматування SQL-коду
- Понад 1000 опцій форматування
- Профілі форматування з гнучкими налаштуваннями
- Автоматичне форматування під час вставлення коду
- Тег для відключення форматування для обраних блоків коду
- Форматування коду у файлах та папках
- Автоматизація форматування коду через командний рядок

### Рефакторинг кодуT-SQL
- Перейменування об'єктів баз даних, псевдонімів, змінних та стовпців таблиць зі збереженням усіх залежностей
- Пошук пошкоджених об'єктів баз даних
- Перегляд скрипту рефакторингу перед виконанням

### Налагодження коду T-SQL
- Налагоджування складних запитів, процедур, функцій і тригерів
- Пошук та усунення помилок проектування логіки коду
- Спостереження та аналіз поведінки об'єктів баз даних при виконанні запитів
- Налаштування точок зупину
- Стеки викликів

### Операції з даними у вікні результатів
- Візуалізація даних
- Пошук та копіювання даних
- Агрегація даних
- Генерація скриптів

### Інструменти для покращення продуктивності
- Вибір назви головного вікна SSMS
- Маркування серверів, баз даних та вкладок кольорами
- Відновлення закритих вкладок та документів
- Миттєве закриття вкладок, що не редагувалися
- Сповіщення та попередження щодо виконання SQL-запитів
- Історія виконаних SQL-запитів
- Спрощена навігація великими за обсягом SQL-документами

### Інтеграція зDevOps
- Можливість залучення продукту до циклу неперервної інтеграції та розгортання баз даних

## Платформи та сумісність
dbForge SQL Complete працює на платформі Windows (версії 7/8/8.1/10/11) і Windows Server 2008/2012/2016/2019/2022.
SQL Complete також є сумісним з наступними програмними продуктами:
- Microsoft SQL Server Management Studio (версії 2012/2014/2016/v17/v18/v19)
- Microsoft Visual Studio (версії 2012/2013/2015/2017/2019)
- Microsoft SQL Server (версії 2000/2005/2008/2008R2/2012/LocalDB/2014/2016/2016 SP1/2017/2019/2022)
- Azure SQL Database, Azure SQL Data Warehouse, Azure SQL Managed Instance, Azure Active Directory